# Estación de Porte de Clignancourt
Porte de Clignancourt es una estación del metro de París situada en el XVIII Distrito, al norte de la capital. Es uno de los terminales de la línea 4. Da acceso al mercadillo de Saint-Ouen, uno de los más importantes de Francia.

## Historia
La estación fue inaugurada el 21 de abril de 1908 coincidiendo con la apertura del primer tramo de la línea 4 que la unía con Châtelet. Debe su nombre a la aldea de Clignancourt que se anexionó a París el 16 de junio de 1859. Porte de Cligancourt es también el nombre que recibía uno de los accesos a la capital a través del muro de Thiers, última fortificación que rodeó París.

## Descripción
La estación contiene dos bucles terminales: uno pequeño, de una vía que permite a los convoyes retomar su marcha en el otro sentido y uno grande, de tres vías, mucho más largo, que se usa como garaje. Además, una vía une la estación con los talleres de Saint-Ouen.
Está diseñada en bóveda elíptica revestida completamente de los clásicos azulejos blancos. La iluminación es de estilo Ouï-dire realizándose a través de estructuras que recorren los andenes sujetados por elementos curvados que proyectan una luz difusa en varias direcciones. Inicialmente esta iluminación coloreaba las bóvedas pero esta característica se ha perdido. Este estilo es también el seguido en los asientos. Por último, la señalización, sobre paneles metálicos de color azul y letras blancas adopta la tipografía Motte.

## Accesos
La estación posee tres accesos, todos ellos en el bulevar de Ornano. 